# 五節舞

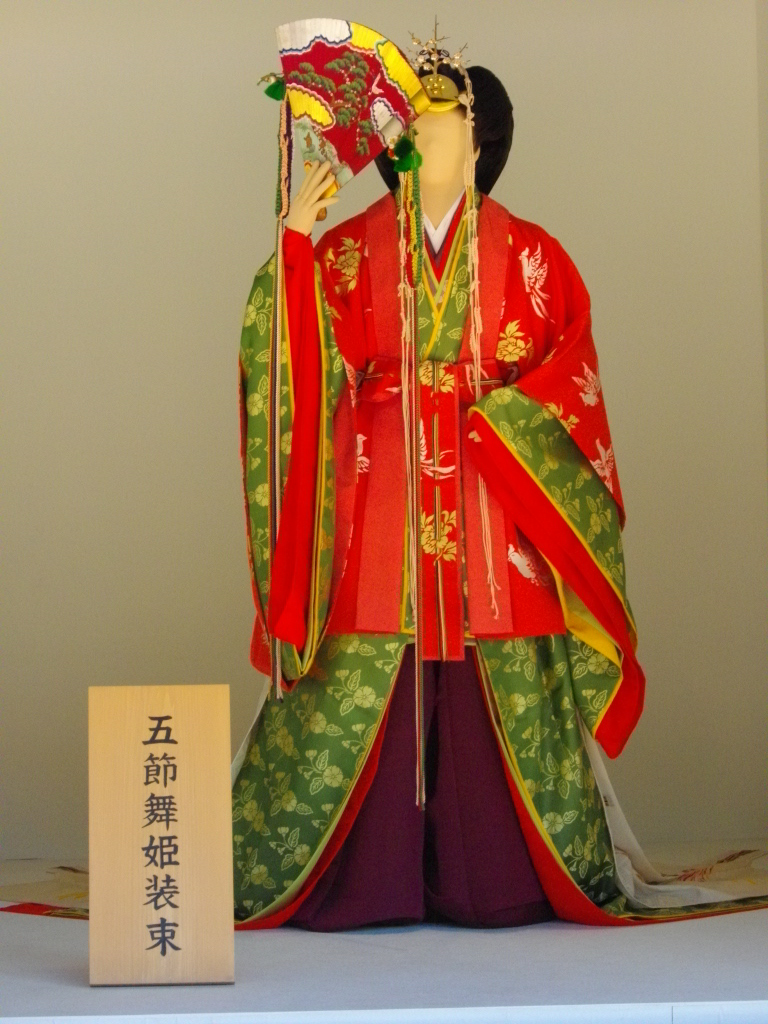
五節舞姫装束

五節舞、五節の舞（ごせちのまい）とは、日本の雅楽では唯一、女性が演じる舞。大嘗祭や新嘗祭に行われる豊明節会で、大歌所の別当の指示の下、大歌所の人が歌う大歌に合わせて、4 - 5人の舞姫によって舞われる（大嘗祭では5人）。

## 概要
平安時代、大歌所には和泉国から「十生」と呼ばれる人が上洛し（『衛府官装束抄』「和田文書」－『大日本史料』所引―ほか)、臨時に大歌所に召された官人に教習した。別当はこの大歌所の責任者である。
舞姫は、公卿の娘2人、受領・殿上人の娘2人が選ばれ、選ばれた家は名誉であった。また、女御が舞姫を出すこともあった。大嘗祭では公卿の娘が3人になる。古くは実際に貴族の子女が奉仕し、大嘗祭の時には叙位にも与った。清和天皇皇后の藤原高子も后妃になる前に清和天皇の大嘗祭で舞姫を奉仕して従五位下に叙された。もっとも貴族女性が姿を見せないのをよしとするようになった平安中期以降、公卿は実際に娘を奉仕させず、配下の中級貴族の娘を出した。『源氏物語』少女巻において、光源氏が乳母子の惟光の娘(のちの藤典侍)を奉仕させたというのも、こうした時代背景を反映する。また、これとは別に五節舞姫と天皇が性的関係を結ぶことが行われ、天皇と貴族との関係強化の場としても機能していたが、藤原北家などの特定の家からしか天皇の后妃が出せなくなると、性的要素が排除されて変質が行われて行ったとする見方もある。
舞姫に代理を出すようになっても、五節舞姫奉仕は奢侈的に行われ、宮中に賜る局の設営や女房・童女の装束等に多大な費用を要した。既に延喜14年（914年）の『意見封事十二箇条』では舞姫を毎年貴族に出させるのをやめ、専門の舞姫を置くという案が出されており、その第一の目的が奢侈の防止にあった。摂関家から舞姫を出す時には配下の受領らの奉仕が当然のように行われ、『類聚雑要抄』や『猪隈関白記』『勘仲記』には経費割り当ての文書である「五節雑事定文」が掲載されている。また鎌倉時代には受領制度が形骸化し、上流貴族が知行国主となり、自らの一族や配下の中級貴族を国司として国衙収入を得るようになると、受領奉仕の分は知行国主の奉仕となり、実質上、公卿奉仕分と同じことになってしまった。『五節かなの記』(『為相装束抄』などともいう)は永仁五年（1297年）の播磨国司奉仕分の記録であるが、実際は播磨国衙領主であった持明院統の皇室（当主は後深草上皇）の沙汰によるもので、多くの装束類が持明院統、大覚寺統を問わない皇族たちからの贈答品(御訪)により賄われている様子が見られる。
選ばれた舞姫は練習に明け暮れ、新嘗祭の前々日である丑の日の夜に宮中へ参上。直に、「帳台試（ちょうだいのこころみ）」と称して常寧殿にて天皇に練習を披露し、前日の寅の日に「御前試（おんまえのこころみ）」と称して清涼殿にて天皇に練習を披露した。当日の卯の日に「童女御覧（わらわごらん）」と称して舞姫に付き従う童女を清涼殿にて天皇が御覧になるなど、天皇自身からの試験も厳しかった。
天武天皇の時代、吉野に吉祥天が現れて袖を五度振って舞ったのが由来との説が、平安中期にあった。5度、袖を振るのは呪術的であり、新嘗祭の前日に行われる鎮魂祭とも同じ意味があるという説もある。『年中行事秘抄』に「乙女ども乙女さびすも唐玉を袂に巻きて乙女さびすも」という歌謡が載せられており、この歌にあわせて舞われたもののようであるが、詳細は不明である。なおこの歌謡は平安初期に豊明節会と正月三節会(元日節会・七日白馬節会・十六日踏歌節会)で歌われた歌謡を記した『琴歌譜』に「短埴安曲」として掲載されている。
また、中国の『春秋左氏伝』昭公元年条に「先王之楽、所以節百時也、故有五節。遅速、本末以相及。」とあり、これを晋の杜預が「五節＝五声」として先王が5つの音調を用いて楽を作って民衆を教化したと解している。このため、天武天皇は大陸の礼楽思想を取り入れる意図をもって五節舞を考案したとする見方もある（なお、聖武天皇が元正上皇のために阿倍内親王（孝謙天皇）に五節舞を舞わせた際に、天皇が上皇に対して「天武天皇が天下統治のために礼と楽を整備するために五節舞を考え出された」と述べている（『続日本紀』天平15年（743年）5月辛丑条））。また、延暦23年（804年）に作成された『止由気宮儀式帳』にも、伊勢神宮の外宮にて斎宮の采女が五節舞を演じたと記されており、天武天皇が振興して斎宮制度を整えた伊勢神宮においても五節舞が行われていたことが知られている。
五節舞の情景を描写した、僧正遍昭の「天つかぜ 雲の通ひ路 吹きとぢよ をとめの姿 しばしとどめむ」の和歌が有名で、百人一首にも採られている。

## 演奏の機会
奈良時代には五月節において皇太子の阿倍内親王が舞ったことからわかるように、演奏の機会は限定されていなかった。また『続日本紀』に見える「五節田舞」が同じものだとすれば、さらに演奏の記録は多く知られることになる。
平安時代の代表的な演奏の機会は冒頭にも見えるように新嘗祭および天皇代始めの新嘗祭である大嘗祭後の豊明節会である。このほか『止由気宮儀式帳』の六月月次祭の直会の条に「斎宮采女五節舞畢」とあり(『皇太神宮儀式帳』では斎宮の女孺が舞うとあるが、曲名の記載はない)、平安初期には伊勢神宮の大祭において斎宮の侍女により五節舞が行われたことがわかる。なお、『建久三年皇太神宮年中行事』の六月月次祭の直会の条に、司掌が「御節遅(シ)」と言うと、斎王候殿から二人の女房が出てきて宝前を拝してまた戻るという次第が記されていて、神宮祭祀においては平安末期にはもはや「舞」とはみなされないほどに形骸化したものになっていたことがわかる。

## 平安時代の五節の儀式
- 帳台試‐ちょうだいのこころみ - 祭日直前の丑の日に行われる。常寧殿の西塗籠の内帳台の上に長筵を敷き、その上に舞姫の座を敷き、その前にそれぞれ白木の灯台1本を立て、東の帳台の西南角に幔を引いて小哥（当世の歌を歌う人）の座、北庇塗籠のうちを大師（舞姫に舞を教える人）の局とし、大哥（古風の歌を歌う人）は同殿東の仮座に候し、殿内の四隅に舞姫の休息所である五節所を設ける。時になれば舞姫は玄輝門に参入し、車を下りてから公卿が束帯してこれに従い、各自定められた五節所に入る。舞姫の参入の由を聞いて天皇は直衣指貫に沓をはき、清涼殿東庇北の階下から、承香殿西南隅に仮に架けた長橋、承香殿南簀子、同馬道后町廊、常寧殿馬道その他の順路を経て大師の局に入り、殿上の侍臣が脂燭に候し、近習の公卿が両3人供奉する。舞姫1人ごとに火取を持つ童女、茵を持つ童女1人、几帳3本を持つ下仕および理髪の女房を先立てて舞殿にはいり来て、舞姫らは茵に座し北向し、西を上にして並び座す。ついで大哥が后町廊の辺に座し、大哥、小哥が発声し、舞が始まる。その間、理髪の女房、童女、陪従、下仕などの介錯の女房以外は、同殿に入ることを許されず、蔵人頭もしくは行事蔵人のほかは戸外に伺うこともできない定めであった。舞が終わって、舞姫が退出する。
- 御前試 - 帳台試翌日の寅の日に行われる。舞姫が清凉殿に参上して舞を行う。
- 童女御覧 - 祭日当日にあたる卯の日に行う。天皇が祭に出発するよりしばらく前に、舞姫に仕える童女を清凉殿に召してその姿を見る。この後、夜中に天皇の親祭が行われる。
- 豊明節会 - 新嘗祭では辰の日に、大嘗祭では午の日に(大嘗祭では辰巳の日に悠紀・主基節会があるので)行われる公式の晩餐会。舞姫はここで舞を披露する。元来は庭上の舞台で行ったが、平安中期以降雨儀に準じて殿上(新嘗祭では紫宸殿、大嘗祭では豊楽殿。豊楽殿廃絶後は大極殿や太政官庁を使用)で舞った。

## 中世
鎌倉時代を経て室町時代になり、その式次第は変化した。『代始和抄』には、「昔は常寧殿にして此の事あり。官庁にて行はるる時は、西庁七茵間をもて、北二間をば大師の局と名づく。之を帳台とも云ふ。昔は舞姫参入の儀式など事々しくありけり。今は暁参りとてひそかに参ず。帳台試といふは、主上自ら大師の局に出御なりて、舞姫を御覧する事なり。この時は、主上御直衣に御指貫を著御あり。これは殿上人に立ちまぎれおはします由なり」とある。この「官庁」は後鳥羽朝以後当時廃絶していた大極殿の代わりとして即位礼などの儀式に用いられた太政官庁を指す。室町中期までここが用いられたが、後土御門天皇大嘗祭を最後に五節舞も中絶する。暁参りとは正式な参入をしないことで、行列などを省略するのが目的であった。

## 近世の再興
近世に大嘗祭・新嘗祭およびその後の豊明節会が再興されてもしばらくは中絶したままだったが、宝暦3年（1753年）11月17日の新嘗祭後の豊明節会で再興された(『通兄公記』同日条)。この復興は桃園天皇自身の希望に基づくものであったようで、『広橋兼胤公武御用日記』宝暦六年（1756年）閏十一月二十五日条に、寳暦三年正月五日附の天皇の「御内慮」を幕府に伝えた書付が引用される。また『山科頼言卿記』(内閣文庫所蔵『山科家日記』所収)、宝暦三年十月十七日条には「舞妓衣二人前」の調進についての記事が見られる。
もっとも、この時は1月7日の白馬節会や1月16日の踏歌節会で使用された既存の舞妓装束（形式化した女舞で使用された）の仕様に従っており、五節舞姫の装束の復興はなされなかった。また近世を通じ「五節舞」ではなく「大歌」の呼称が一般的であった。これ以降、原則として例年の新嘗祭や代始めの大嘗祭後の豊明節会で奏されている。ただし舞姫は2人である。
場所は新嘗祭・大嘗祭ともに近世では紫宸殿である（太政官庁は後土御門天皇の在世に廃絶し、後柏原天皇以後、即位礼も紫宸殿で行われている）。また、参入以下の諸儀式も一切行われず、節会本番の舞の奉仕だけである。

## 近現代

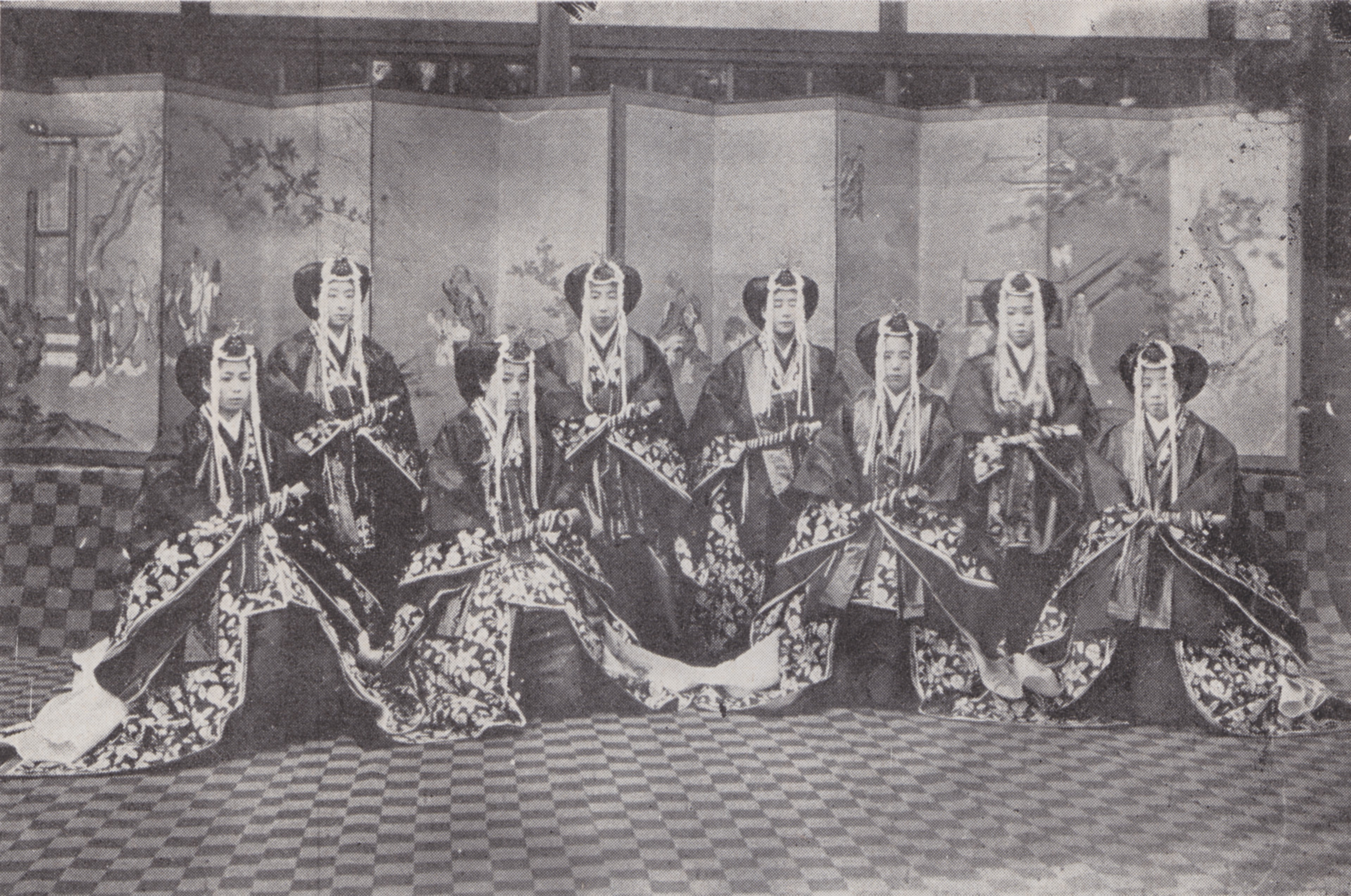
大正天皇の大嘗祭における五節舞姫

明治天皇の大嘗祭では五節舞は行われず、大正天皇の大礼で復興された。この時、新たに振り付けが定められ、また舞姫装束は近世のものに平安朝の記録の様式を折衷したものが定められた。舞姫は華族令嬢6人が選ばれるが、1人をスペアとし、5人で舞う。ただし例年の新嘗祭では行われず、大嘗祭後の「大饗」で行われたのみである。昭和天皇の大礼時にも舞および装束が改定されている。平成の即位の礼では可能な限り昭和大礼を踏襲したとされる。
平成の即位の礼では、上記のように「大饗の儀」で、同じ国風歌舞（くにぶりのうたまい）である「久米舞」とともに列席者に披露された。このように基本的には宮中・皇室行事の一つであるが、2018年3月には宮内庁式部職楽部により国立劇場で一般公演された。
大正大礼の舞姫は、清閑寺経房伯爵令嬢歌子、高倉永則子爵令嬢則子、舟橋遂賢子爵令嬢厚子、石野基道子爵令嬢和子、萩原員種子爵令嬢種子、持明院基哲子爵令嬢宏子（※持明院宏子はくじで控えに）が選ばれ、大正4年（1915年）11月14日（大饗第1日の儀）・15日（大饗第2日の儀）に二条離宮の饗宴殿にて舞われた。
昭和大礼の舞姫は、菊亭公長侯爵令嬢福子、油小路隆成伯爵令嬢昊子、冷泉為系伯爵令嬢須賀子、日野西資博子爵令嬢兌子、藤谷為寛子爵令嬢直子、難波宗美子爵令嬢綾子、植松雅道子爵令嬢信子、町尻量弘子爵信子（※難波綾子・植松信子・町尻信子はくじで控えに）が選ばれ、 昭和3年（1928年）11月16日（大饗第1日の儀）・17日（大饗第2日の儀）に京都御苑の饗宴殿にて舞われた。
平成大礼の舞姫、令和大礼の舞姫は、いずれも宮内庁式部職楽部の楽長楽師の子女らが選ばれた。氏名は公表されていない。平成大礼の「大饗の儀」は平成2年（1990年）年11月11月24日・25日、令和大礼の「大饗の儀」は令和元年（2019年）11月16日・18日、いずれも皇居宮殿豊明殿で行われ、五節の舞が披露された。